# 宇佐見太市
宇佐見 太市（うさみ たいち、1950年2月 - ）は、日本の英文学者。
愛知県一宮市出身。関西大学外国語学部の初代学部長。関西大学外国語教育研究機構長、大学院外国語教育学研究科長、学校法人関西大学評議員等を歴任。
日本英語コミュニケーション学会理事、日本ブロンテ協会理事、日本ジョージ・エリオット協会理事、公益財団法人朝日ウッドテック財団理事。

## 略歴
1968年、大阪府立清水谷高等学校卒業。1974年、奈良教育大学教育学部文科英語専攻卒業。1976年、大阪教育大学大学院教育学研究科修士課程英語教育専攻修了。1979年、関西大学大学院文学研究科博士課程後期課程英文学専攻満期退学。1978年、常磐会短期大学専任講師。1979年、近畿大学教養部専任講師。1983年、助教授。1991年関西大学文学部助教授に、1992年から教授。1994年総合情報学部に学内移籍。1998年に文学部に戻り、2000年外国語教育研究機構を立ち上げ、2004年同機構長。2009年4月から外国語学部長（初代）。現在、関西大学名誉教授。

## 著書
- 『ディケンズと「クリスマス・ブックス」』（単著、関西大学出版部） 2000年
- 『楽しめるイギリス文学 - その栄光と現実』（中岡洋,岸本吉孝共編著、金星堂） 2003年
- 『実践知性としての英文学研究』（単著、関西大学出版部） 2014年

　　等、共著書・共訳書、共編著多数。